# Kálmán Mészöly
Kálmán Mészöly (16. července 1941 Budapešť – 21. listopadu 2022 Budapešť) byl maďarský fotbalový obránce.
Celou seniorskou kariéru strávil v klubu Vasas SC, s nímž získal čtyři tituly mistra Maďarska (1961, 1962, 1965 a 1966), vyhrál Středoevropský pohár 1962, 1965 a 1970 a hrál čtvrtfinále Poháru mistrů evropských zemí 1967/68. V maďarské fotbalové reprezentaci odehrál 61 zápasů, je bronzovým medailistou z olympijských her 1960, startoval na mistrovství světa ve fotbale 1962 (čtvrtfinále), mistrovství Evropy ve fotbale 1964 (třetí místo) a mistrovství světa ve fotbale 1966 (čtvrtfinále). V roce 1962 byl zvolen maďarským fotbalistou roku.
Po skončení hráčské kariéry se stal trenérem. Maďarskou reprezentaci vedl v letech 1980–1983, 1990–1991 a 1994–1995, působil také v Turecku a Saúdské Arábii. V roce 2011 mu byl udělen Záslužný kříž Maďarské republiky. Jeho manželka Gyöngyi Bardiová hrála závodně volejbal, jejich syn Géza Mészöly byl také maďarským fotbalovým reprezentantem a fotbalovým trenérem.